# Shim Eun-jung
Shim Eun-jung (8 de junho de 1971) é uma ex-jogadora de badminton coreana. medalhista olímpica, especialista em duplas.

## Carreira
Shim Eun-jung representou seu país nos Jogos Olímpicos de Verão de 1992, conquistando a medalha de bronze, nas duplas femininas, em Barcelona 1992, com Gil Young-ah.